# Włoski Instytut Kultury w Warszawie
Włoski Instytut Kultury (wł.: Istituto Italiano di Cultura di Varsavia) – włoska instytucja promocji kultury mieszcząca się w Warszawie w kamienicy Taubenhausa przy ul. Marszałkowskiej 72.
Instytut powstał w 1934 i od tego czasu działa jako sekcja kulturalna włoskiego Ministerstwa Spraw Zagranicznych. Do jego zadań należy m.in.: organizowanie osobom spoza Włoch zapisów do włoskich szkół i uczelni, prowadzenie kursów językowych, udzielanie stypendiów, organizowanie wyjazdów w celach naukowych. Instytut zajmuje się także promocją kultury włoskiej poza granicami kraju, informacją; prowadzi również bibliotekę. Organizuje, samodzielnie lub we współpracy z polskimi instytutami, różnego rodzaju spotkania, imprezy kulturalne.

## Siedziba w Polsce
Instytut Kultury Italskiej, według innych źródeł – Italski Instytut Kultury mieścił się w Warszawie przy ul. Zgody 7 róg ul. Złotej (1934–1939). Posiadał też placówki terenowe – w Krakowie, Lwowie, Łodzi, Poznaniu i Wilnie.
Po II wojnie światowej działalność instytutu reaktywowano w 1965 w nowej siedzibie przy ul. Nowowiejskiej 6 pod nazwą Czytelni Włoskiej. Następnie przywrócono mu rangę i jako Włoski Instytut Kultury mieścił się przy ul. Foksal 11 (1978−2001), przy ul. Frascati 11 (2001), a od 2003 przy ul. Marszałkowskiej 72.